# 格雷焦
格雷焦（義大利語：Greggio），是意大利韦尔切利省的一个市镇。总面积12平方公里，人口392人，人口密度32.7人/平方公里（2009年）。ISTAT代码为002065。